# Бала Віталій Миронович
Віта́лій Миро́нович Ба́ла (нар. 18 листопада 1965, Буськ, Львівська область) — політтехнолог, політичний консультант, директор Агентства моделювання ситуацій. Постраждалий під час теракту в Києві 25 жовтня 2017 року поблизу телеканалу Еспресо TV на вулиці Адама Міцкевича.

## Біографія
Народився 18 листопада 1965 року в місті Буську Львівської області.
У 1992 році закінчив факультет міжнародних відносин Київського державного університету імені Тараса Шевченка. У 1995 році — аспірантуру Інституту міжнародних відносин Київського університету ім. Т. Шевченка. У 1993—1994 рр. Вивчав Diplomatie у Institut Européen des Hautes Etudes Internationales (IEHEI) (Європейський інститут вищих міжнародних студій) у Франції.

## Кар'єра
1982—1987 рр. — слюсар Мукачівського заводу керамічної плитки, строкова служба в Збройних Силах СРСР.
1995—2000 рр., Після восьми років здобуття вищої освіти, — президент телерадіокомпанії ДІП Канал Плюс. Автор телевізійних програм Висока політика і ДІП Канал.
У 2000—2002 рр. — помічник-консультант народного депутата України Івана Салія (член фракції партії Єдність, лідером якої був колишній мер Києва Олександр Омельченко).
З липня 2002 року — директор Агентства моделювання ситуацій. Агентство моделювання ситуацій з дня свого заснування (2002 р.) брало участь, як політтехнологічна структура у всіх[джерело не вказане 1575 днів] виборчих кампаніях Верховної Ради та президента України, консультувало і консультує політиків.[кого?]
У 2006—2007 роках — радник віцепрем'єр-міністра України[кого?] в уряді Віктора Януковича.

## Прихований політичний піар
Перебуває у списку українських псевдосоціологів та прихованих піарників, складеному виданням «texty.org.ua».

У березні 2006 року Бала як директор Агентства моделювання ситуацій презентував в Інтерфаксі опитування сумнівної компанії «Інтерсоціосистема-ПС», що показувало завищені рейтинги Олександра Омельченка.
У 2012 році разом із Вадимом Карасьовим та Володимиром Фесенком у документальному фільмі «Парламентські вибори в Україні-2012» піарив партію Наталії Королевської.
У квітні 2019 року запевняв, що на парламентських виборах того року Тимошенко нібито мала високі шанси посісти перше місце.

## Замах на вбивство
25 жовтня 2017 року, на виході з телеканалу «Еспресо» стався спрямований вибух. За попередньою інформацією, підірвали мотоцикл, припаркований неподалік виходу з телеканалу. Внаслідок вибуху від поранень загинуло двоє людей, троє поранено, серед них Віталій Бала.